# Vegårshei
Vegårshei és un municipi situat al comtat d'Agder, Noruega. Té 2.036	habitants (2016) i té una superfície de 355.65 km². El centre administratiu del municipi és el poble de Skeimo.